# Diazinon
Diazinon é o nome comum de um inseticida organofosforado usado para controlar insetos no solo, nas plantas ornamentais e nas culturas de frutas e legumes. É também utilizado para controlar as pragas domésticas tais como moscas, pulgas e baratas. Diazinon é um produto químico artificial e não existe naturalmente no meio-ambiente. O produto químico puro, é um óleo incolor e praticamente sem cheiro. Preparações contendo 85-90% de Diazinon são utilizadas na agricultura e a sua aparência é a de um líquido pálido ao marrom escuro. Preparações para uso doméstico e nos jardins contêm aproximadamente 1-5% de diazinon  no estado líquido ou em forma de grânulos.
A maior parte do diazinon utilizado é na sua forma líquida, mas podem ser encontradas a forma sólida desta substância. Diazinon não queima com facilidade e não se dissolve facilmente na água[carece de fontes?].

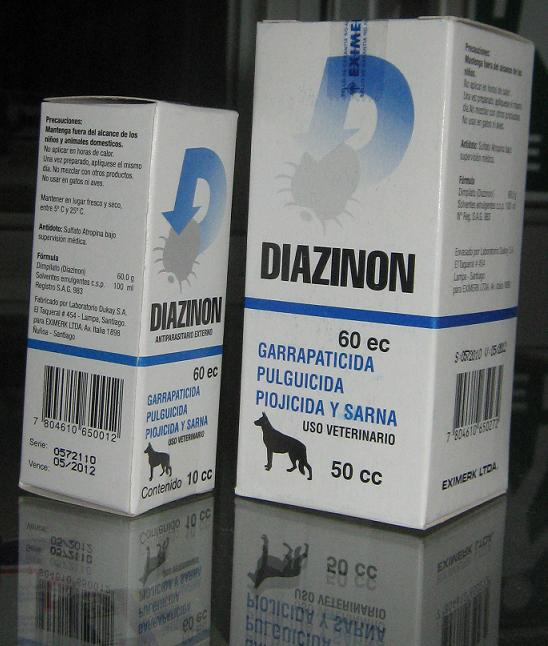
Diazinon ®